# Jarząb sudecki
Jarząb sudecki (Majovskya sudetica) – endemiczny gatunek drzewa należącego do rodziny różowatych. W przypadku szerokiego ujęcia systematycznego rodzaju jarząb zaliczany jest do niego jako Sorbus sudetica (Tausch) Fritsch. Występuje naturalnie na terenie Karkonoszy w Polsce i Czechach.
Jest to apomiktyczny gatunek, który powstał w okresie polodowcowej hybrydyzacji jarzębu mącznego i jarzębu nieszpułkowego, które nie występują już naturalnie w wyższych partiach gór. Rośnie w reglu górnym i wyżej w rejonie Łabskiego i Obřego Dołu, głównie na stromych (lawinowych) stokach i wzdłuż ich granic. Spis przeprowadzony w latach 2017-2019 wykazał istnienie 90 krzewów, co stanowiło ubytek o 30% w stosunku do danych z lat 80. XX wieku. Przyczyną tego stanu rzeczy jest zarastanie i zacienianie przez inną roślinność, podgryzanie przez zwierzęta i niszczenie przez osuwiska. 
Gatunek jest nasadzany i hodowany sztucznie, przy czym należy do łatwych w uprawie, zarówno z nasion, jak i poprzez szczepienie na jarzębie pospolitym.